# Compagnia D'Origlia-Palmi
La Compagnia D'Origlia-Palmi è stata una rinomata e singolare compagnia teatrale attiva a Roma tra gli anni '30 e '70, fondata da una coppia di giovani attori, poi coniugi, il cavalier Bruno Emanuel Palmi (romano) e Bianca D'Origlia (lombarda), ai quali, in seguito si aggiungerà anche la figlia, Anna Maria Palmi. Fra gli attori di questa compagnia figuravano Gian Maria Volonté, Rino Bolognesi, Allegrini, Luigi Mezzanotte, Manlio Nevastri e in particolare Alfiero Vincenti alcuni dei quali saranno successivamente "prelevati" da Carmelo Bene e utilizzati nel suo teatro.
Il successo acquisito e il sostegno di pubblico e critica venne meno negli anni '60, allorché la compagnia veniva letteralmente rifiutata da tutti i teatri e dagli impresari, considerata ormai stilisticamente "fuori moda" e inadatta alle esigenze del teatro moderno. Isolati, umiliati ed emarginati, continuarono a recitare nel loro stile antiquato, allestendo un loro piccolo teatro romano in Borgo Santo Spirito, dove confluiranno sostenitori e accesi detrattori. Tra i primi figurano i nomi di Paolo Poli, Andrea Zanzotto, Sylvano Bussotti, Alberto Arbasino e il loro grande estimatore Carmelo Bene. Il regista Nino Bizzarri fu proprio negli "scantinati polverosi" di quest'ultimo che trovò abbondanza di materiale attinente alla compagnia D'Origlia-Palmi per il suo documentario Ombre Lucenti (prodotto da Rai International e dedicato proprio alla compagnia D'Origlia-Palmi).
Un primo studio organico sull'attività della compagnia (fonti emerografiche, foto di scena, registrazioni audio, testimonianze dirette fra cui Paolo Poli, Alfredo Arias e la stessa Anna Maria Palmi) è da considerarsi la tesi di laurea "La D'Origlia-Palmi. Una Compagnia teatrale" di Ilaria Barontini (Facoltà di Lettere e Filosofia dell'Università degli Studi di Bologna, Laurea in D.A.M.S., "Istituzioni di Regia", relatore Prof. Arnaldo Picchi, correlatore Prof.ssa Eugenia Casini Ropa, a.a. 1993/94)